# Argyrophis diardii
Argyrophis diardii — вид змій родини сліпунів (Typhlopidae). Мешкає в Південній і Південно-Східній Азії.

## Опис
Загальна довжина сягає 40 см. Морда помітно видається вперед. На голові розташовані потужні щитки. Верхня щелепа довша за нижню. Очі редуковані. Має хробакоподібний тулуб з дуже коротким й товстим хвостом. Тулуб вкрито гладенькою округлою лускою. Черевна та спинна луска має однакові розміри. Збереглися рудименти таза.

## Поширення і екологія
Argyrophis diardii мешкають на північному сході Пакистану, на півночі Індії (Індо-Гангська рівнина), в Непалі, Бутані, Бангладеш, М'янмі, Таїланді, В'єтнамі, Лаосі, Камбоджі і Південному Китаї, зокрема на Хайнані, за деякими свідченнями також в Малайзії та Індонезії (Суматра і сусідні острови). Вони живуть в тропічних лісах та на полях, переважно на висоті від 140 до 800 м над рівнем моря. Ведуть нічний, риючий спосіб життя. Живляться комахами, їх личинками і дощовими черв'яками. Живородні, народжують 3-14 дитинчат.